# Katherine Calvin
Katherine Calvin est géoscientifique au Joint Global Change Research Institute (JGCRI). Elle étudie l'utilisation humaine des ressources mondiales à l'aide de systèmes de modélisation de la Terre au JGCRI sous la direction du Pacific Northwest National Laboratory (PNNL) et de l'université du Maryland. Elle a contribué à la troisième évaluation nationale du climat des États-Unis ainsi qu'à deux rapports spéciaux du Groupe d'experts intergouvernemental sur l'évolution du climat (GIEC).
En janvier 2022, elle est nommée scientifique en chef et conseiller principal sur le climat de la NASA. Elle est licenciée en mars 2025 sous l'impulsion de l'administration Trump.

## Biographie

### Formation
Katherine Calvin étudie à l'université du Maryland de 1999 à 2003 où elle obtient des bachelor's degrees en informatique et en mathématiques. Elle fréquente ensuite l'université Stanford où elle obtient un master's degree et un doctorat en sciences de gestion et en ingénierie.
Pendant son doctorat, elle travaille à l'Agence d'information sur l'énergie pendant deux ans en tant qu'analyste énergétique international. Elle termine sa thèse, intitulée « Participation aux accords internationaux sur l'environnement : une étude dans le cadre de la théorie des jeux », en 2008.

### Carrière
Après son doctorat (2008), Katherine Calvin commence à travailler au Pacific Northwest National Laboratory (PNNL) ainsi qu'au College Park Maryland avec le modèle d'évaluation du changement global du Joint Global Change Research Institute (JGCRI), un système d'exploration et d'analyse des relations entre les systèmes terrestres en réponse au changement climatique mondial,. Ses travaux simulent l'interaction entre les ressources mondiales, en se concentrant sur l'impact de la terre, de l'eau et de l'utilisation de l'énergie à travers une lentille environnementale et socio-économique,. Au cours de ses onze années au PNNL, elle co-écrit plus de 90 publications du PNNL, dont 20 dont elle est l'auteur principal.
Ses publications récentes concernent la vulnérabilité des terres agricoles et l'évolution de la production alimentaire face aux pénuries d'eau,,.
En 2015, elle est sélectionnée pour faire partie d'un comité de recherche de l'Académie nationale des sciences sur les modèles mondiaux. Le comité est mandaté par la National Geospatial-Intelligence Agency pour créer divers modèles de systèmes mondiaux interdépendants tels que l'économie, la politique et l'environnement. Il rend ses conclusions l'année suivante qui sont publiées aux National Academies Press,.

#### Nomination puis éviction de la NASA
Le 10 janvier 2022, elle est nommée scientifique en chef et conseiller principal sur le climat de la NASA.
Selon The Washington Post et la revue Nature qui a vérifié cette information, Katherine Calvin, malgré ses qualifications et responsabilités, a été interdite par l'administration Trump de participer à une réunion de planification du GIEC en Chine, où celui-ci devait adopter un plan pour la septième évaluation climatique, prévue pour 2029. Dans le même temps, la NASA a annulé un contrat finançant une équipe de chercheurs travaillant au soutien technique à l'évaluation climatique.
Elle est licenciée en mars 2025 sous l'impulsion de l'administration Trump.

### Travaux

#### Évaluation nationale du climat
Katherine Calvin est l'un des principaux auteurs du chapitre « Mitigation » de la troisième évaluation nationale du climat des États-Unis en 2014. Ce chapitre décrit dans quelle mesure la réduction des émissions mondiales de dioxyde de carbone atténuerait les effets du changement climatique et conclut que les gouvernements du monde devraient réduire considérablement la quantité d'émissions mondiales de CO2 d'ici la fin du siècle afin de limiter l'augmentation mondiale des températures à 3-5 °F (1,6-2,7 °C). Le chapitre se termine en proposant des mesures potentielles pour réduire les émissions de gaz à effet de serre des États-Unis.

#### Rapports spéciaux du GIEC
Elle contribue à deux rapports spéciaux du Groupe d'experts intergouvernemental sur l'évolution du climat (GIEC) sur le changement climatique.
En 2018, le GIEC utilise ses recherches dans son rapport spécial sur les conséquences d'un réchauffement planétaire de 1,5 °C. Elle contribue au chapitre 2 du rapport, qui propose des stratégies pour atténuer les effets du changement climatique afin d'empêcher une augmentation de la température moyenne mondiale de 1,5 °C. L'article cite ses recherches sur l'utilisation des terres et la relation avec les effets socio-économiques et environnementaux.
Elle contribue également au rapport spécial du GIEC sur le changement climatique et les terres émergées (2019), qui examine l'effet que les gaz à effet de serre élevés auront sur la planète du point de vue de l'utilisation humaine des terres.
Elle est l'un des principaux auteurs coordonnateurs du sixième chapitre du rapport, dans lequel ses recherches sont largement utilisées. Ce chapitre propose des pistes pour atténuer les effets néfastes du changement climatique mondial sur l'utilisation des terres, comme la réduction de la déforestation et la diversification agricole.

## Publications
Les articles notables de Calvin comprennent :
- The RCP greenhouse gas concentrations and their extensions from 1765 to 2300. Meinshausen et al., Climatic Change, 2011[22].
- RCP4.5: a pathway for stabilization of radiative forcing by 2100. Thomson et al., Climatic Change, 2011[23].
- Implications of limiting CO2 concentrations for land use and energy. Wise et al., Science, 2009[24].
- The shared socioeconomic pathways and their energy, land use, and greenhouse gas emissions implications: an overview. Riahi et al., Global Environmental Change, 2017[25].
- 2.6: Limiting climate change to 450 ppm CO2 equivalent in the 21st century. Calvin et al., Energy Economics, 2009[26].

## Récompenses
En 2015, Calvin a reçu le prix Ronald-L.-Brodzinski pour réalisation exceptionnelle en début de carrière du Pacific Northwest National Laboratory (PNNL). Elle a été nommée par Ghassem Asrar, directeur du Joint Global Change Research Institute (JGCRI).
En 2019, Calvin a reçu le Piers J. Sellers Global Environmental Change Mid-Career Award de l'Union américaine de géophysique. Elle a également reçu le prix IAMC pour ses contributions extraordinaires dans le domaine de la modélisation d'évaluation intégrée.
- Chercheur hautement cité (2020)[29]